# Matrimonio

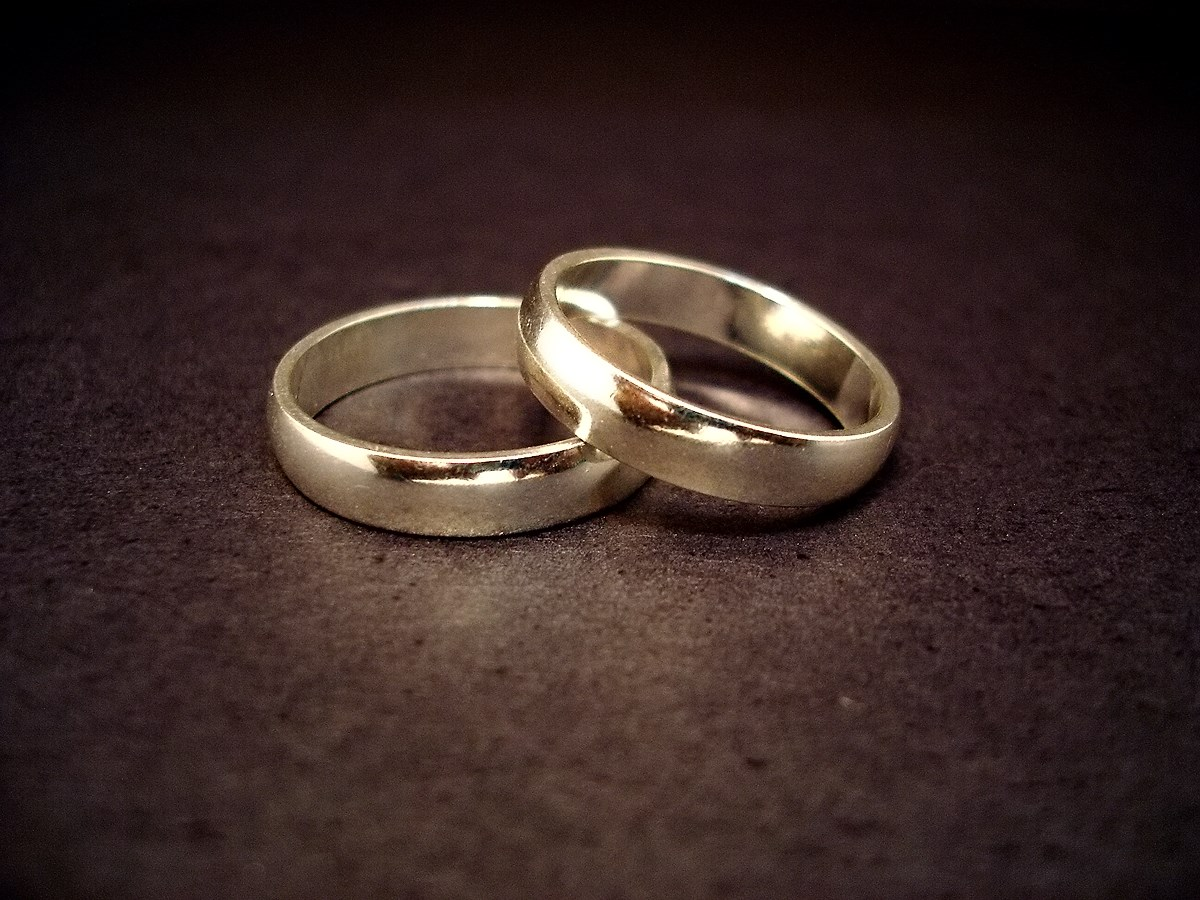
Un par de anillos de boda

El matrimonio (del latín matrimonīum) es una institución social, presente en gran cantidad de culturas, que establece un vínculo conyugal entre personas, reconocido y consolidado por medio de prácticas comunitarias y normas legales, consuetudinarias, religiosas o morales. La unión matrimonial establece entre los cónyuges —y en muchos casos también entre las familias de origen de estos— derechos y obligaciones que varían considerablemente según las normas que la regulan en cada sociedad. El matrimonio constituye una realidad que tiene su propio modo de ser, que puede y debe ser regulado por el ordenamiento jurídico, pero no es creada ni definida por las leyes.
Las normas matrimoniales están vinculadas con aquellas que regulan las relaciones sexuales (incesto, adulterio, exclusividad sexual, monogamia, poligamia), la reproducción y la filiación de los hijos, según las reglas del sistema de parentesco vigente. El matrimonio suele estar estrechamente relacionado con la familia y en algunos casos constituye su núcleo. Las reglas sobre el final del matrimonio incluyen aquellas referidas al divorcio.[cita requerida]
En diversos momentos de la historia y en lugares diferentes, el matrimonio podía ser llevado a cabo sin tener en cuenta la voluntad de los contrayentes, incluso contra su voluntad o por la fuerza. En los últimos dos siglos se ha universalizado la exigencia del libre y pleno consentimiento de los contrayentes para contraer matrimonio, como uno de los derechos humanos fundamentales. Con respecto al género de los contrayentes, en los últimos años el movimiento LGBT ha obtenido en varios países el reconocimiento legal del matrimonio entre personas del mismo sexo.
En las sociedades actuales existen dos formas principales de matrimonio: matrimonio civil y matrimonio religioso. En el primer caso son las leyes del Estado las que establecen los derechos, deberes y requisitos, mientras que en el segundo caso el matrimonio se regula según las normas o costumbres de la religión bajo la que se celebra. La coexistencia de ambas formas y el reconocimiento de su validez varían de acuerdo con cada sociedad.
De acuerdo con las estimaciones de la División de Población de Naciones Unidas, en 1970 el 68,8 % de las mujeres entre 15 y 49 años de edad se encontraban en unión o casadas y se proyecta que en 2030 este porcentaje descienda al 63,1 %.

## Etimología

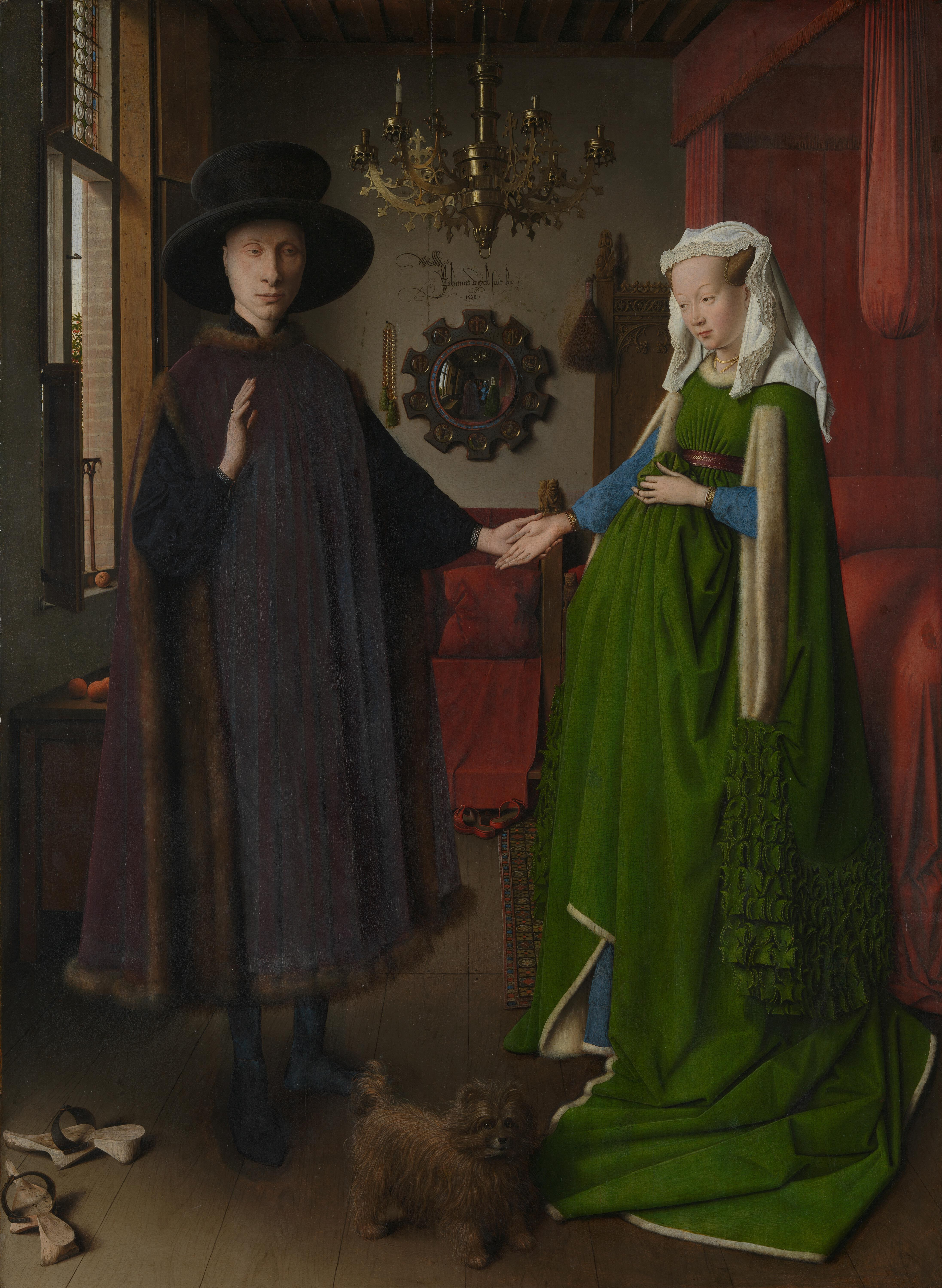
Retrato del matrimonio Arnolfini, por Jan van Eyck.

El origen etimológico de la palabra matrimonio como denominación de la institución bajo ese nombre no es claro. Se suele derivar de la expresión "matris munium" proveniente de dos palabras del latín: la primera "matris", que significa "madre" y, la segunda, "munium", "gravamen o cuidado", viniendo a significar "cuidado de la madre por el marido/padre", en tanto se consideraba que la madre era la que contribuía más a la formación y crianza de los hijos. Otra posible derivación provendría de "matreum muniens", significando la idea de defensa y protección de la madre, implicando la obligación del hombre hacia la madre de sus hijos.
Para una comprensión más amplia de la expresión "matrimonio" en su aspecto etimológico en muchas de las lenguas romances se debe tener en cuenta el concepto del contrato de matrimonio considerado por el Derecho Romano, que tiene su fundamento en la idea de que la posibilidad de ser madre, que la naturaleza da a la mujer núbil, la llevase a procrear una familia.
Una lectura, que pretende ir más allá de la pura etimología de los dos términos que componen la palabra, hace derivar el significado originario del segundo término "monium", que se encuentra también en patri-monium y merci-monium, y que alude a "agente" o "acción": según tales fuentes, el concepto de matrimonio remitiría a una acción por parte de la mujer y que pareciera remontarse al rol de la mujer en las sociedades matriarcales.
En contraste con ese concepto occidental se puede mencionar el caso del idioma árabe, en el que es entendido como «contrato de coito» o «contrato de penetración», según la traducción de la expresión عَقْد نِكاح (`aqd nikāḩ) al español.[cita requerida] Con todo, el término más usado en árabe para referirse a esta institución es زَواج (zawāý), que literalmente significa «unión, emparejamiento».

## Bases biológicas y antropológicas
Según el paleoantropólogo Owen Lovejoy, el ardipithecus ramidus, un ancestro del ser humano, habría encontrado la ventaja de caminar sobre sus dos pies con el fin de poder tener las manos libres para llevar comida a una hembra. Esta conducta habría disminuido la lucha entre esta clase de homínidos por el apareamiento, pues la hembra preferiría al macho sustentador más que al macho alfa. Asimismo, esta conducta habría hecho desaparecer antiguas espinas de queratina presentes en el pene de estos homínidos, lo que a su vez habría disminuido la sensibilidad táctil reproductiva e incrementado la duración del coito, lo que generaría una mayor duración de la cópula en nuestra especie respecto de nuestros antepasados, favoreciendo la creación de un vínculo más estable en la pareja y con ello la monogamia. Alan Dixson concluye que «La propensión de los hombres y las mujeres a formar relaciones duraderas con fines reproductivos es un rasgo antiguo, probablemente presente en los primeros miembros del género humano. La existencia de tales relaciones entre los sexos es universal en las poblaciones humanas existentes, y su existencia en formas ancestrales proporcionó la base biológica para la aparición posterior del matrimonio».

## Historia del matrimonio en Europa

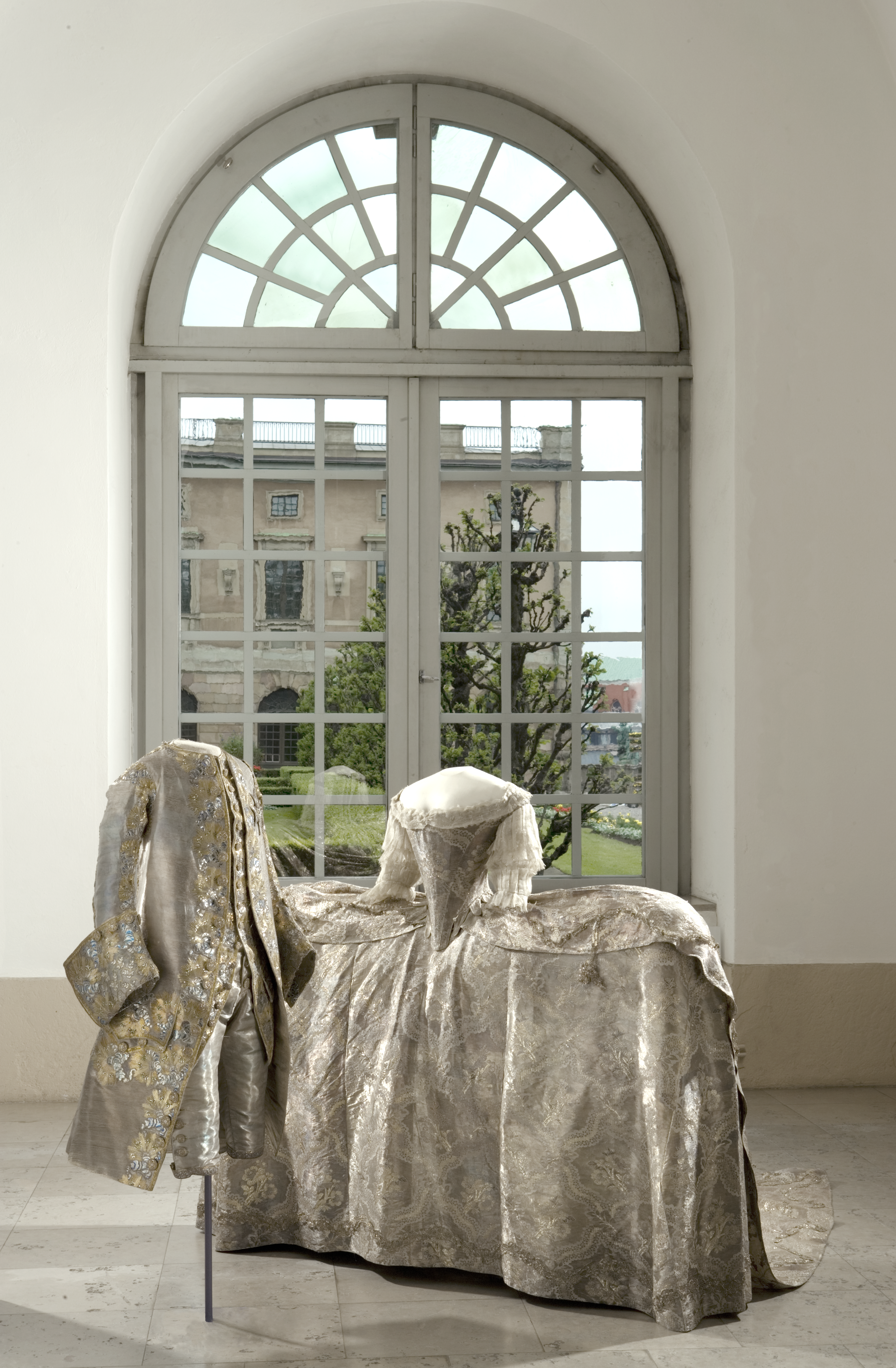
Ropa de un matrimonio real sueco de 1766, Livrustkammaren en Estocolmo

Durante el tercer siglo de nuestra era se produjo, en Occidente, el pasaje de una sociedad en la que el matrimonio no era de ningún modo una institución creada para toda la sociedad, a una sociedad en la que se da por sentado, como natural que el matrimonio es una institución fundamental para todos.
En las sociedades no cristianas, judías o musulmanas, el matrimonio no era la norma, el matrimonio era utilizado solo por los poderosos, por las clases altas. En la antigua Roma la castidad no era una virtud, no era necesario contraer matrimonio para tener relaciones sexuales ni para tener hijos. Solamente cuando un miembro de una clase social elevada deseaba transmitir su patrimonio a sus descendientes directos, en vez de que lo recibieran otros miembros de la familia o sus amigos, decidía casarse. Pero la mayor parte de las veces se legaba los bienes a un amigo o una persona muy querida, no a los hijos. Cuando se carecía de patrimonio o bienes el matrimonio era un trámite prescindible, los esclavos directamente carecían del derecho de hacerlo.
El griego no tiene una palabra específica para designar el matrimonio, ya que no existía un trámite ni civil ni religioso. Sin embargo, la palabra por la que se suele traducir matrimonio en griego koiné es γάμος (gámos), sustantivo del griego γαμέω (gaméo), cuyo significado es «tomar mujer, casarse». En Atenas, en la Grecia clásica, para el acto mediante el cual un varón se comprometía a unirse a una mujer, se utilizaba el vocablo griego ἐγγύη (engúē) literalmente la garantía, la caución, es decir, el acto por el cual el padre cabeza de familia entregaba su hija a otro hombre. La ciudad no era testigo ni registraba ningún acta para este acontecimiento privado entre dos familias. Este contrato solo se realizaba cuando existía patrimonio para heredar. Los herederos de la mujer en la Antigua Grecia eran los hijos pero no el esposo.
La dote que la familia de la novia proporcionaba no era propiedad del esposo. Cuando la mujer moría sin hijos o en caso de divorcio, la dote volvía a la familia de la mujer. El tutor de la mujer (su padre o su hermano) podían pedir el divorcio (aun en contra del deseo de la mujer) pero ella no tenía derecho a solicitar la disolución del contrato. Tampoco tenía derecho a elegir a su futuro esposo. En caso de divorcio no recibía parte alguna de los bienes del matrimonio sino, simplemente la devolución de la dote que aportó.
El objetivo de la ἐγγύη (engúē) era dar nacimiento a hijos legítimos que pudieran heredar los bienes paternos. Una estricta fidelidad era requerida de parte de la esposa, en caso de adulterio era devuelta a la casa paterna. Para el varón, el adulterio, especialmente con esclavas, esclavos o prostitutas, estaba permitido.
En Esparta los varones no convivían con sus mujeres pero el objetivo era producir chicos fuertes. El varón se reunía con su mujer en la oscuridad y después de tener relaciones con ella se marchaba para reunirse en su dormitorio con el resto de los jóvenes varones. Plutarco afirmaba que, así, los esposos «ignoran la saciedad y el declive del sentimiento que entraña una vida en común sin trabas». Los varones, que generalmente doblaban en edad a sus mujeres, eran incitados a «prestar» sus mujeres a jóvenes fuertes. Plutarco menciona también que las mujeres tomaban a veces un amante para que su hijo niño pudiera heredar dos lotes de tierra en lugar de uno.
En la Europa del norte, durante la Edad Media, se produjo un lento reemplazamiento de la ley germánica -por la que el contrato matrimonial se establecía entre el novio y el guardián de la mujer- por los códigos civiles cristianos -donde se requería el consentimiento de la mujer-. En el siglo XII el principio legal del matrimonio por consentimiento estaba establecido y los matrimonios impuestos comenzaban a quedar atrás. El proceso de urbanización también contribuyó a dicho proceso ya que liberaba en parte a la mujer de la tarea de procreación.

## Características generales

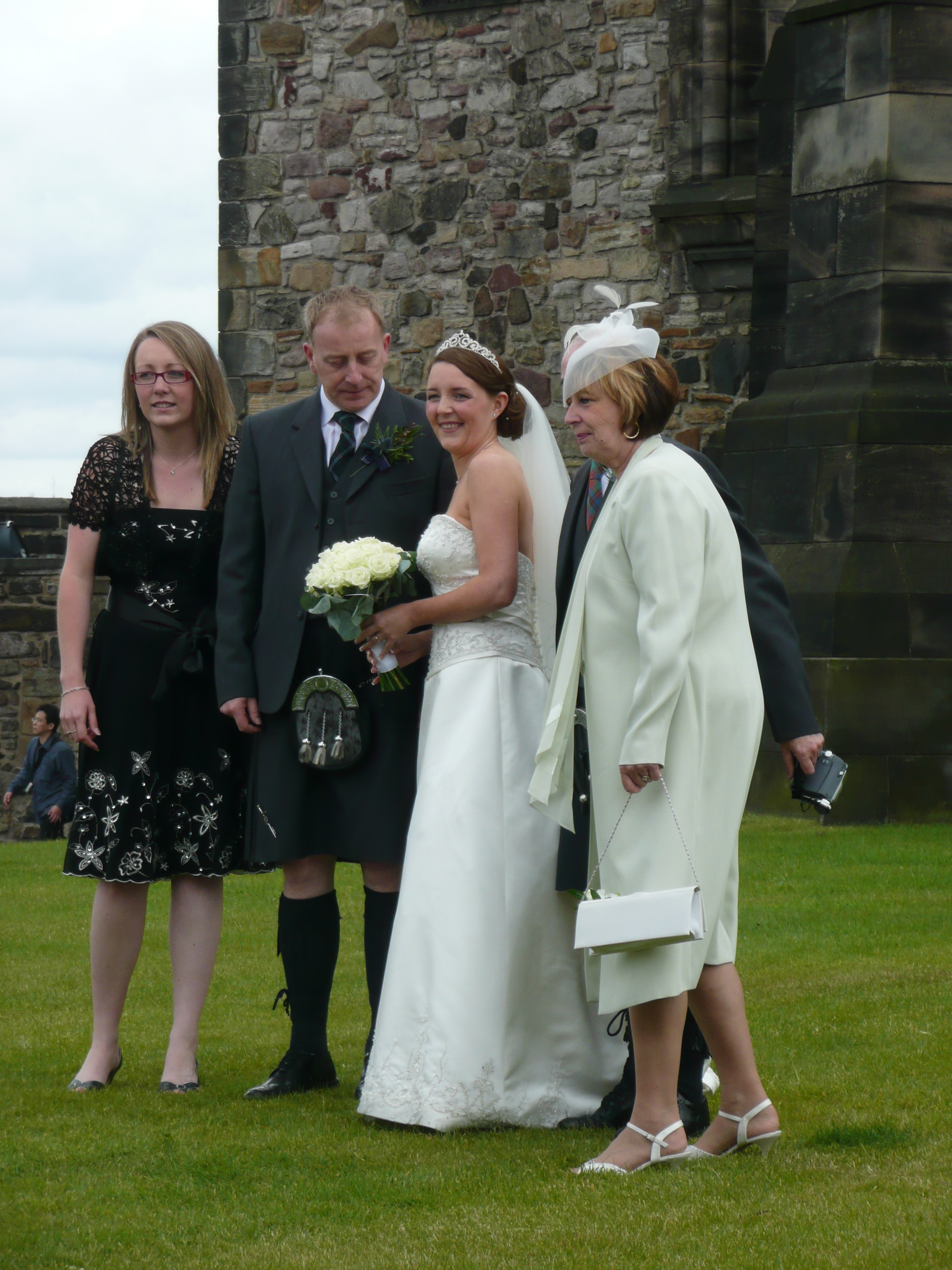
Celebración de un matrimonio

La forma histórica y tradicional de matrimonio es entre un hombre y una mujer, con la finalidad de constituir una familia. Esa definición ortodoxa ha sido cuestionada, de una parte, porque se ha otorgado reconocimiento a las uniones entre un hombre y una mujer con finalidades prácticamente idénticas al matrimonio, pero que adoptan formas y denominaciones distintas (v. infra las sociedades de convivencia). Por otro lado, el desarrollo de nuevos modelos de familia han desvinculado la función reproductiva del matrimonio: parejas no casadas con hijos o matrimonios sin hijos madres y padres solteros o madres y padres con una pareja de su mismo sexo. Finalmente, en varios países y estados se ha producido una ampliación de derechos que ha dado reconocimiento al matrimonio entre personas del mismo sexo.
En esos casos el matrimonio se realiza, generalmente, por la forma civil o de Estado, porque las normas de muchas religiones no permiten este tipo de uniones en su seno.
Con todo, en distintos tiempos y lugares se han reconocido otras variedades de matrimonio.
La monogamia es la práctica más común.
El matrimonio se considera una institución importante porque contribuye a definir la estructura de la sociedad, al crear un lazo de parentesco entre personas (generalmente) no cercanas en línea de sangre (por ejemplo, hay comunidades en las que se acostumbra el matrimonio entre primos o entre parientes de distintos grados; véanse las entradas acerca de la endogamia y el incesto). Una de sus funciones ampliamente reconocidas es la procreación y socialización de los hijos (si bien no es absolutamente necesario casarse para tener hijos, ni todos los matrimonios heterosexuales los tienen), así como la de regular el nexo entre los individuos y la descendencia que resulta en el parentesco, rol social y estatus.
En las sociedades de influencia occidental suele distinguirse entre matrimonio religioso y matrimonio civil, siendo el primero una institución cultural derivada de los preceptos de una religión, y el segundo una forma jurídica que implica un reconocimiento y un conjunto de deberes y derechos legal y culturalmente definidos.

## Derecho y matrimonio
Las características generales de la institución del matrimonio incluidas en algunos ordenamientos jurídicos son la dualidad, la heterosexualidad y el contenido en cuanto a derechos y deberes. A partir del siglo XX, en las sociedades de influencia occidental y procedentes del liberalismo se recoge también el principio de igualdad, con un peso creciente en las regulaciones derivadas.
- La dualidad del matrimonio es el principio por el que la institución está prevista, en principio, para unir a dos personas y vincularlas para su convivencia y procreación. En algunos ordenamientos (en especial los de base islámica) se reconoce la posibilidad de que un hombre contraiga matrimonio con más de una mujer. Pero incluso en este caso la institución vincula a una persona con otra, pues las diversas mujeres que un musulmán pueda tener no están unidas, en principio, por ningún nexo matrimonial ni tienen derechos y obligaciones entre sí.
- Tradicionalmente el matrimonio exige la pertenencia de cada contrayente a uno de ambos sexos, de manera que un hombre y una mujer son los únicos que, en principio, pueden contraer matrimonio. Este principio está siendo modificado en algunos países en favor del principio de igualdad, a fin de reconocer la paridad de derechos y obligaciones entre hombre y mujer y extender los beneficios que implica la institución del matrimonio a parejas formadas por personas del mismo sexo.
- El contenido en cuanto a derechos y deberes de los cónyuges varía en función del ordenamiento jurídico de cada país, pero por lo general todos les imponen la obligación de vivir juntos y guardarse fidelidad, de socorrerse mutuamente, de contribuir al levantamiento de las cargas familiares y de ejercer conjuntamente la potestad doméstica y la patria potestad sobre los hijos, que se presumen comunes salvo prueba en contrario. Las singularidades del contenido del matrimonio en cuanto a derechos y deberes de los cónyuges derivan en cada país de su propia concepción cultural de la institución, que le ha dado forma en su legislación positiva y en su práctica jurídica.

### Efectos jurídicos
El matrimonio produce una serie de efectos jurídicos entre los cónyuges y frente a terceras personas, de los cuales los fundamentales son los deberes u obligaciones conyugales, el parentesco, la adquisición de derechos de sucesión entre los cónyuges y el régimen económico del matrimonio, que tiene distintas modalidades en los diferentes países. Además, en varios países produce de derecho la emancipación del contrayente menor de edad, con lo cual este queda libre de la patria potestad de sus padres y podrá en adelante actuar como si fuera mayor, aunque posteriormente se divorcie.

## Tipos de matrimonio

### Matrimonio religioso
El matrimonio religioso se puede definir como una unión cuya estructura esencial viene exigida por los dogmas de la religión a la que pertenecen los contrayentes.

#### Matrimonio en Iglesias cristianas

##### En la Iglesia católica

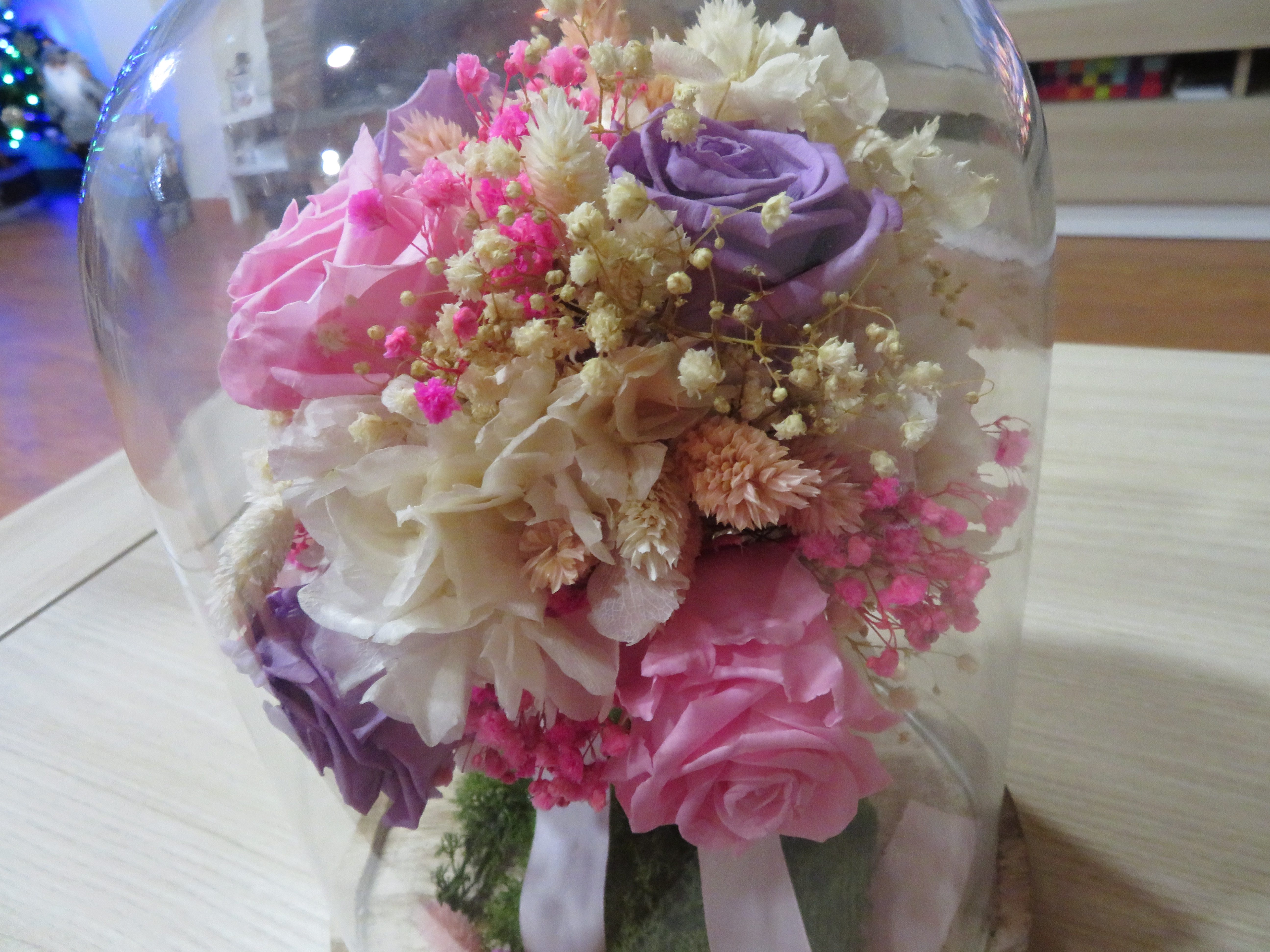
Ramo de novia.

Para la Iglesia católica, el matrimonio es una alianza por la que un hombre y una mujer constituyen una íntima comunidad de vida y de amor. Por su naturaleza está ordenada al bien de los cónyuges y a la generación y educación de los hijos. Entre bautizados, el matrimonio es, además, un sacramento. Por eso, un matrimonio de paganos que, al cabo de los años, recibiera el bautismo, no necesita repetir ningún rito o ceremonia: en el momento de recibirlo, su vínculo conyugal se convierte en sacramento.
Según la Iglesia católica, el origen del matrimonio entre una pareja no es solo cultural, sino que procede de la misma naturaleza humana en cuanto que (como dice el libro del Génesis (1-27), en la Biblia) al principio "Dios los creó hombre y mujer". El matrimonio sería, por tanto, una institución y no un producto cultural cuyas principales características -unidad, indisolubilidad y apertura a la vida- vendrían definidas por la propia naturaleza del concepto católico de amor entre hombre y mujer, que exige a los esposos o cónyuges amarse el uno al otro para siempre y que alcanza su mayor expresión en la procreación. Por eso, la Iglesia católica se ha opuesto tradicionalmente al adulterio, la poligamia, el rechazo de la fecundidad y el divorcio. También, recientemente, se ha manifestado en contra tanto a las legislaciones que permiten las uniones entre personas del mismo sexo como a aquellas que equiparan el estatus jurídico de dichas uniones al del matrimonio, porque entiende que «significaría no solamente aprobar un comportamiento desviado y convertirlo en un modelo para la sociedad actual, sino también ofuscar valores fundamentales que pertenecen al patrimonio común de la humanidad».
Para los católicos, el fundamento del matrimonio se encuentra en Mateo 19:3-9; Marcos 10:9; Lucas 16:18; 1 Corintios 7:10-11 y en las siguientes palabras del Génesis:

Creó Dios al hombre a imagen suya, a imagen de Dios lo creó, y los creó varón y hembra. Por eso dejará el hombre a su padre y a su madre y se unirá a su mujer; y vendrán a ser los dos una sola carne...

La celebración del matrimonio según el rito romano no fue declarada obligatoria hasta el siglo XVI, en el Concilio de Trento.

##### En las denominaciones protestantes y evangélicas

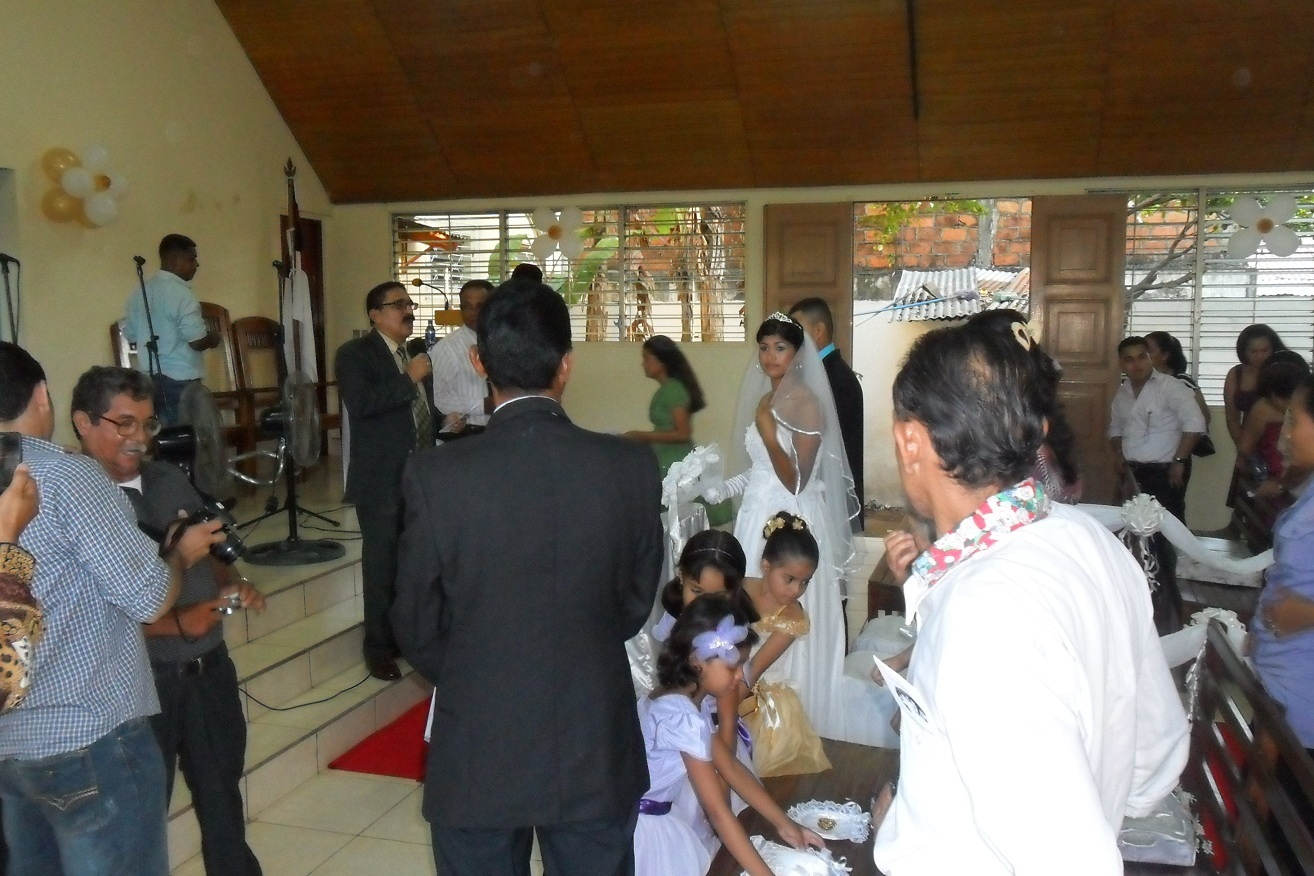
Ceremonia de boda en la Primera iglesia bautista de Rivas, Convención Bautista de Nicaragua, 2011

En el protestantismo y el cristianismo evangélico, el matrimonio es ante todo un acto civil resultante de una elección personal de los dos cónyuges. En su mayoría no consideran el matrimonio como una celebración religiosa sino como un evento que incumbe a las autoridades civiles.

#### Matrimonio judío

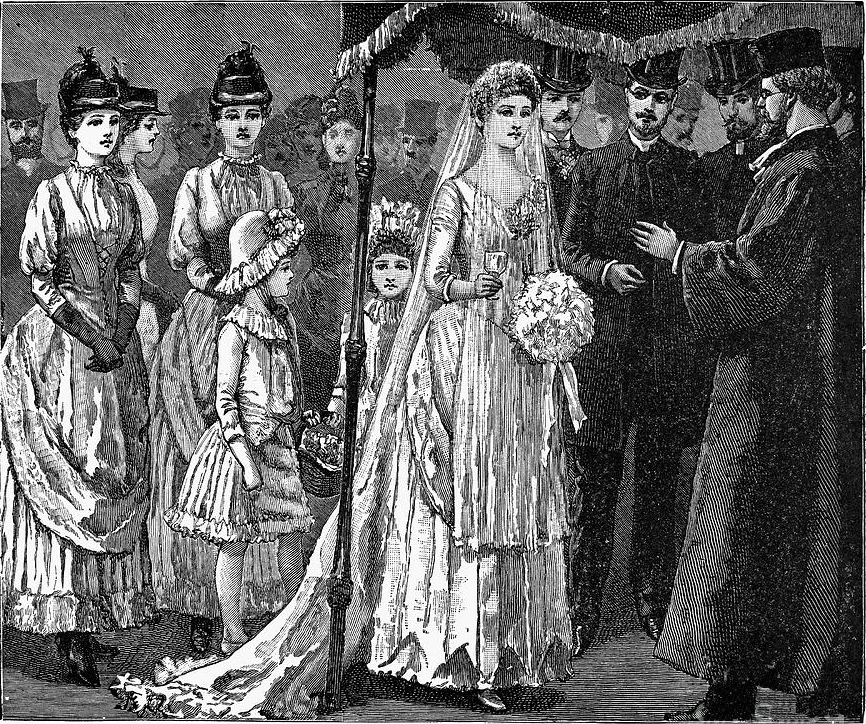
Representación de una boda judía, c. 1892.

En el judaísmo el matrimonio está basado en las leyes de la Torá, en la unión la pareja se dedica de forma exclusiva al otro, este contrato es llamado kiddushin (en hebreo: אירוסין). Aunque la procreación no es el único propósito, en un matrimonio judío se espera que se cumpla el mandamiento de tener hijos. De forma espiritual, el matrimonio se entiende como la unión de dos personas en una sola alma; por ello, de acuerdo con el judaísmo un hombre es considerado incompleto si no está casado y su alma es solo una parte que pertenece a un conjunto más grande que tiene que ser unificado. La biblia hebrea describe varios matrimonios con múltiples esposas, la poliginia es uno de los contratos más comunes representados en el antiguo testamento. Los judíos ashkenazi tienen prohibido casarse con varias esposas. Sin embargo, entre los hebreos antiguos, el matrimonio no tenía connotación religiosa, por lo tanto la participación de un rabino no era requerida. Como la esposa era vista como una propiedad, su marido podía obtener el divorcio por cualquier motivo y en cualquier momento.
El texto midrash (en hebreo: מדרש, «explicación») se hace referencia a una boda entre personas del mismo sexo. En el judaísmo masortí se aprobaron las uniones homosexuales en el año 2012 y el judaísmo reformista aprobó en 1996 la realización de matrimonios civiles entre el mismo sexo, sin embargo dejó en claro que los matrimonios religiosos estaban reservados a un hombre y una mujer. En marzo de 2000, la conferencia central de rabinos, organización del judaísmo reformista, aceptó la realización de ceremonias religiosas entre personas judías sin importar su orientación sexual.

#### Matrimonio en el islam

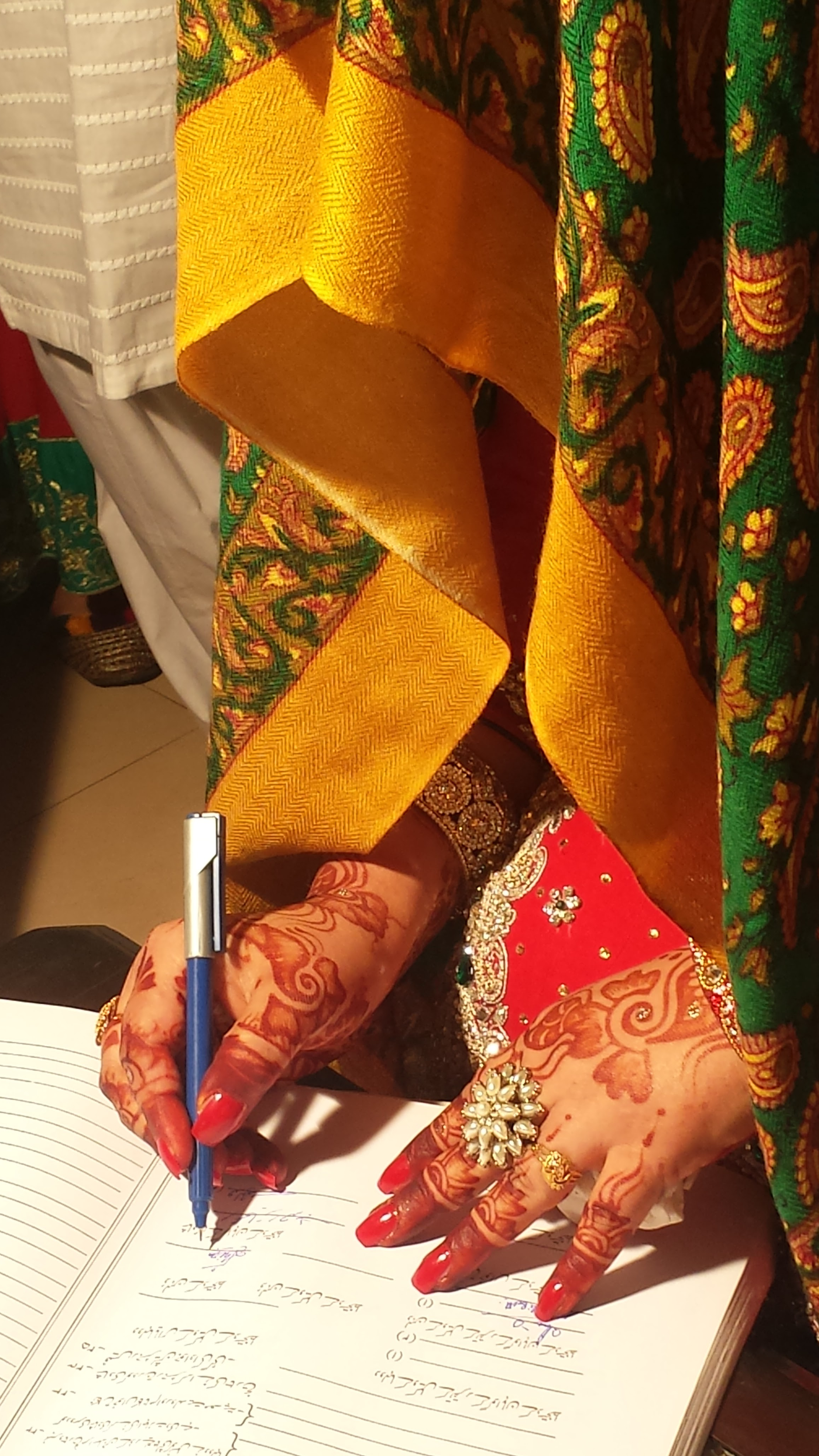
Una mujer paquistaní firmando un contrato de matrimonio.

El matrimonio es un contrato legal firmado por los contrayentes, bajo la ley islámica es llamado nikah, un hombre y una mujer; la ley islámica, a través del fiqh, considera que solo el marido tiene permiso legal para obtener un divorcio por cualquier motivo. Los suníes, el grupo musulmán más grande, celebran el matrimonio bajo la presencia obligatoria de al menos dos testigos, consistentes en un guardián de la novia y otro invitado. En cambio, en el chiismo, el matrimonio entre islamistas chiitas puede ser celebrado sin la presencia de testigos.

#### Matrimonio en el hinduismo
En el hinduismo el matrimonio es un deber sagrado, incluye obligaciones tanto religiosas como sociales. Existen gran variedad de tipos de matrimonio, tales como el gandharva vivaha (matrimonio instantáneo con consentimiento mutuo) y el rakshasa vivaha o también llamado «matrimonio demoniaco», donde la pareja secuestra a su esposa. El matrimonio arreglado sigue presente en gran parte del subcontinente de la India. Las bodas del hinduismo son grandes celebraciones amenizadas con música, bailes y grandes multitudes. Se interpretan además rituales y comidas para bendecir a la pareja. Existen puntos de vista tanto conservadores como liberales del matrimonio homosexual en el hinduismo, aun así han sido celebrados. El texto erótico kama-sutra incluye referencias a matrimonios entre personas del «tercer género» y bodas homosexuales, donde «parejas del mismo sexo se unen en completa fe».

#### Postura del budismo respecto al matrimonio
El budismo considera al matrimonio como un asunto secular y no lo considera ni prohibido ni obligatorio. Los budistas siguen las leyes civiles de sus respectivos gobiernos. Aunque la ceremonia es completamente civil, algunas parejas budistas obtienen la bendición de monjes en templos locales; de igual forma al ser considerado secular, no existen tratados o textos relativos al divorcio.

### Matrimonio civil
Matrimonio civil es el matrimonio que se contrae, formaliza e inscribe ante las autoridades civiles (registro civil, administración pública, jueces o autoridades municipales) y no siguiendo el rito de una religión (matrimonio religioso).
Sin embargo, el matrimonio civil no excluye necesariamente el matrimonio religioso, y, de hecho, en numerosos sistemas jurídicos; en caso de contraerse un matrimonio religioso, el matrimonio civil tiene lugar de forma simultánea a este.
El matrimonio civil es el matrimonio legal que se celebra de acuerdo con las disposiciones legales vigentes.
En algunos países la institución del matrimonio civil responde a una voluntad de separar la institución del matrimonio de la influencia de las instituciones religiosas; inscribiéndose así en el movimiento de separación de Iglesia y Estado o laicismo, que comienza en el siglo XVIII.

### Matrimonio según consentimientos

#### Matrimonio forzado
Matrimonio forzado es el término utilizado para describir un matrimonio en el cual una o las dos partes se casa en contra de su voluntad y a la fuerza. Los matrimonios forzados son comunes en Asia y África. La mayoría de contrayentes forzados son mujeres, aunque hay casos en los que las víctimas son varones, a los que se fuerza a casar para limpiar la honra de la familia de la mujer. El matrimonio forzado viola los derechos humanos, está en contra de la Declaración Universal de los Derechos Humanos y puede ser considerado una forma de esclavitud.

### Matrimonio según edad
El matrimonio infantil es un tipo de matrimonio en el que los menores contraen nupcias a menudo antes de la pubertad. Los matrimonios infantiles son comunes en muchas partes del mundo, especialmente en partes de Asia y África. Estos matrimonios son a menudo forzados. El matrimonio infantil es una práctica habitual en África subsahariana y Asia meridional. El matrimonio infantil tiene efectos negativos, como abandono de la educación, problemas de salud y malos tratos. Según ONU, los diez países con las tasas más altas de matrimonio infantil son: Níger, Chad, República Centroafricana, Bangladés, Guinea, Mozambique, Malí, Burkina Faso, Sudán del Sur y Malaui.

### Matrimonio según el sexo de los contrayentes
Entre las formas de matrimonio, reconocemos los matrimonios heterosexuales, homosexuales (del mismo sexo), bisexuales y mezclados. Una de las formas del matrimonio mezclado, o bien de las personas de la orientación sexual distinta, es matrimonio lavanda (en inglés lavender marriage), que es matrimonio entre persona heterosexual con una persona homo- o bisexual para ocultar el hecho de que, por el ostracismo social, religioso o familiar, o por la razón de presión social por la parte de la sociedad, religión o familia.
El matrimonio entre personas del mismo sexo reconoce legal o socialmente un matrimonio formado por contrayentes del mismo sexo biológico o identidad de género.
Las primeras leyes de la época actual en reconocer el matrimonio entre personas del mismo sexo fueron aprobadas durante la primera década del siglo XXI. Al 29 de junio de 2025, veintiocho países (Alemania, Argentina, Australia, Austria, Bélgica, Brasil, Canadá, Colombia, Costa Rica, Dinamarca, Ecuador España, Estados Unidos, Finlandia, Francia, Irlanda, Islandia, Luxemburgo, Malta, Noruega, Nueva Zelanda, Países Bajos, Portugal, Reino Unido Sudáfrica, Suecia, Taiwán, Uruguay) y varias jurisdicciones subnacionales de México, permiten casarse a las parejas del mismo sexo. Sin embargo, siguen existiendo países en los que el matrimonio homosexual es ilegal, así como aquellos que penalizan las solas relaciones entre personas del mismo género considerándolas criminales.

## Servinakuy
El servinakuy o sirviñaco es una institución de origen andino, vigente en Argentina, Bolivia y Perú, que constituye un tipo de matrimonio a prueba. El servinakuy fue perseguido durante la época virreinal, pese a lo cual sobrevivió y se consolidó. El servinakuy se formaliza con el compromiso formal y público de los cónyuges, de establecer una relación de convivencia matrimonial, incluyendo las relaciones sexuales, sin ninguna obligación de mantenerla en el tiempo. En caso de que el servinakuy resulte satisfactorio para ambos contrayentes, la regla consuetudinaria es contraer matrimonio definitivo, sujeto a las normas de duración de cada comunidad. En caso de que el servinakuy no sea satisfactorio para los contrayentes, cualquiera de ellos puede darla por terminada, sin que suponga ningún perjuicio moral o legal. De existir hijos, tradicionalmente permanecían al cuidado de la madre, aunque más recientemente se aplican crecientemente las normas de cuidado compartido establecidas en la Convención sobre los Derechos del Niño.